# Барнаульский завод механических прессов
Завод механических прессов (Барнаул) — промышленное предприятие в Барнауле. Образованно на базе эвакуированных одесских заводов «Комсомолец» и государственного союзного завода кузнечно-прессового оборудования.

## История
История завода начинается с чугунно-литейных мастерских, открытых в 1857 году в Одессе Яковом Мюллером. В 1921 году мастерские стали литейно-механическим заводом по производству простейших машин, сельскохозяйственного инвентаря, печных и скобяных изделий. С 1926 года на заводе стали выпускать прессы типа «Блисс» и «Гарвей». За достижения по освоению и выпуску отечественных кузнечно-прессовых машин решением правительства заводу присваивается имя XVI партсъезда. В 1937 году завод передан Наркомату тяжёлого машиностроения СССР и начинает изготавливать механические прессы усилием 10, 30 и 35 тс. Численность работающих была 400—450 человек.
Немногим меньше был завод «Комсомолец». Он специализировался на выпуске прессов с ручным приводом усилием 2 и 5 тс. Численностью работающих 150—200 человек.
С началом Великой Отечественной войны заводы были эвакуированы в Барнаул. В октябре 1941 года эвакуированные прибыли в Барнаул. Оборудование разместили на окраине города в бывшем помещении зерносклада. До конца года было выпущено более 200 прессов. Для фронта здесь также производились запасные части для танков, миномёты.
В 1946 году освоили выпуск прессов усилием 70 тс. модели К-116. С вводом в эксплуатацию механосборочного цеха в 1947 году начали изготавливать однокривошиные закрытые прессы простого действия усилием 150тс, модели К-262, эксцентриковые прессы усилием 50тс, модель ЭР-50, автоматы холодно-высадочные модели А-121(2А10), семипуансонные листоштамповочные автоматы усилием 20тс А-821, а также резьбонакатные автоматы А-011. В 1948 году осваиваются закрытые прессы простого действия усилием 200 тс., модель К-273 и чеканочные прессы для чеканки монет и медалей усилием 160 тс., модель К-801 для Ленинградского монетного двора. В этом же году завод начал отгрузку прессов на экспорт, в последующие годы продукция была поставлены в 59 странах мира. В 1949 году завод осваивает однокривошипный открытый пресс простого действия усилием 100тс, модели К-117а, изготавливаются специальные прессы для правки стальных труб и правильно-растяжные (гидравлические) прессы, модели ПС-1, чеканочные кривошипно-коленные прессы усилием 700тс, модели К-846а.
В 1950 году Барнаульский завод механических прессов освоил пять новых машин: пресс-автомат одиннадцатишпиндельный усилием 45 тс, модели А-822, предназначенный для многопозиционной листовой штамповки деталей из ленты, первый образец автомата был использован Ленинградским заводом «Светлана» для штамповки металлических колб радиоламп и заменил 11 прессов с обслуживающим их персоналом. Был освоен пресс кривошипный, двойного действия, усилием 63/50 тс, модели К-460, предназначенный для всевозможных вытяжных работ из листовых заготовок. Эти прессы нашли широкое применение при изготовлении эмалированной посуды. В этом же году на базе технического отдела создаются отдел главного конструктора и отдел главного технолога. До этого момента проекты изготавливаемых на заводе прессов разрабатывались Центральным бюро кузнечно-прессового машиностроения (ЦБКМ) в Москве. Чеканочный кривошипно-коленные пресс усилием 500 тс модели К-845 и пресс однокривошипный закрытый простого действия усилием 160 тс модели К-262б, были первыми собственными разработками отдела главного конструктора завода.
Постепенно завод стал единственным в стране поставщиком многопозиционных листоштамповочных автоматов, чеканочных прессов и прессов для холодного выдавливания, пресс-автоматов для глубокой вытяжки.
В 1951—1952 годах в связи с необходимостью приведения выпускаемых заводом прессов к ГОСТу, проводилась их модернизация. Были модернизированы прессы: К-845, К-262б, К-117а, А-821. Освоены новые прессы — чеканочные для монет и медалей усилием 100тс модели К-800 и пресс двойного действия модели К-471 усилием 100/63 тс. Завод осваивал ежегодно до 10 новых машин.
В 1955 году Барнаульский завод механических прессов впервые в отечественном прессостроении приступил к сварке корпусных деталей прессов. Завод осваивает чеканочный пресс со сварной станиной и ползуном усилием 2000 тс. модели К-249. В это же время впервые в СССР изготавливается пресс-автомат многопозиционный, усилием 250 тс, модели К-826 в сварном исполнении, автомат для вырубки ротора и статора усилием 250 тс, модели К-208 и пресс чеканочный усилием 800 тс модели К-846.
Первое проектное задание по реконструкции завода было разработано Киевским институтом «Гидростанок» в 1949 году. В результате первой реконструкции с 1951 по 1960 годы построены первая очередь главного корпуса общей площадью 16,26 тысяч м² и кислородно-компрессорная станция.
В 1959—1960 годах осваиваются многопозиционные листоштамповочные автоматы в сварном исполнении усилием 40,160 и 400 тс моделей АБ-822,А-825, А-827, чеканочные прессы усилием 250, 1000, 1600 тс моделей К-843а, КА-847 и К-848б, кривошипные прессы усилием 160 и 250 тс. моделей К262б, КА-262, К-227 и КА-264, прессы холодного выдавливания усилием 160 и 250 тс, моделей КА-045 и К-046б.
В июле 1961 года сдан в эксплуатацию новый литейный цех. В 1960—1965 годах завод стал единственным в СССР по выпуску многопозиционных листоштамповочных автоматов, чеканочных прессов и прессов для холодного выдавливания, прессов-автоматов для глубокой вытяжки.
В 1966 году заводу исполнилось 25 лет. Изготовлено 15 тысяч прессов и автоматов различных моделей, освоено 24 новых модели кузнечно-прессовых машин, в том числе 6 моделей автоматов.
В 1967 году Новосибирский институт «Сибгипроэнергопром» стал готовить проектную документацию на продолжение реконструкции завода. По плану реконструкции завод должен выйти на мощность 1550 машин в год. Вторая реконструкция завода началась в 1969 году. В ходе второй реконструкции на заводе сданы: Корпус муфт и тормозов площадью 10,2 тыс. м²., Бытовой пятиэтажный корпус, Корпус металлоконструкций площадью 13,4 тыс. м²., Сборочный пролёт главного корпуса, Кислородная, Компрессорная и Ацетиленовая станция, Станция нейтрализации, Склады и другие объекты и инженерные коммуникации.
В 1971 году завод отпраздновал своё тридцатилетие. За эти годы Барнаульский завод механических прессов изготовил и поставил 19 000 прессов и автоматов. Освоены 163 модели новых видов оборудования из них 126 уже разработаны собственным отделом главного конструктора завода. В сравнении с 1941—1942 годами количество машин, изготовленных заводом, увеличилось с 215 до 854 штук в год. Мощность машин возросла с 10-35 тс до 100—2500 тс. Вес одной машины поднялся с 0,46 т до 103,0 т. Численность работающих выросла с 135 человек до 2200. По состоянию на 1975 год свыше 1250 прессов отправлено по экспорту .
В 1975 году был запущен первый станок с числовым программным управлением. В 1975—1980 годах заводом освоены ещё 21 модель кузнечно-прессового оборудования. Изготовлено 4731 кузнечно-прессовая машина, 50 роботов (манипуляторов) и 9 автоматических линий. Численность работающих завода достигла 2636 человек.
В 1981—1985 годах введены в строй главный производственный корпус площадью 15,7 тыс. м²., 10-ти этажный инженерно-конструкторский корпус. Освоены в производстве многопозиционные прессы для холодного выдавливания, автоматизированные комплексы с применением роботов (манипуляторов), переналаживаемые грейферные линии, прессы-автоматы для калибровки изделий из металлических порошков.
В 1986 году продолжается реконструкция завода: вводится в эксплуатацию деревообрабатывающий цех площадью 1,8 тыс. м², а в 1987 г. кузнечный цех площадью 2,8 тыс. м²., закончен монтаж и принят в эксплуатацию механизированный центр PC-4 фирмы Skoda, он имеет 7 фрезерно-расточных станков с ЧПУ, роботизированную манипуляционную тележку и другие механизмы и средства механизации для обработки крупногабаритных деталей типа станин. В цехе сварных конструкций организован специализированный участок с ЧПУ для резки и сварки толстого стального листа.
В 1987 году запущен новый участок гальваники. Приобретены, смонтированы и внедрены механизированные линии оксидирования и никелирования. Внедрено шлифование зубьев шлицев модулем 10-12 мм, что резко снизило шум работы прессов и повысило долговечность.

### В Российской федерации
В начале 2000-х годов встал вопрос о диверсификации производства. В 2003 году в рамках реконструкции завода открыто производство лазерной листообработки металла, оснащённое станками немецкой фирмы «TRUMPF». Это позволило выполнять заказы для многих организаций региона по изготовлению деталей сложной геометрии, а также готовых конструкций из тонколистового металла.
В 2009 году был введён в эксплуатацию участок точной механообработки, имеющий в своём составе пять обрабатывающих центров японской фирмы «MAZAK». Здесь производятся особо сложные заказы для предприятий различных отраслей промышленности.
В период с 2009 по 2015 годах поэтапно запустили линии профилирования и резки металла, где осуществляется резка рулонной стали, изготовление профилей, уголков и металлических труб.
Следующим шагом стало переоснащение кузнечного производства. Его оснастили необходимым оборудованием, дополнительно установили два штамповочных молота, усилием 3 т., двухкамерную газовую печь, индукционные установки для нагрева. Так же на предприятии открыты участки производства пластиковых окон и газобетона.
Сейчас завод является многофункциональным промышленным предприятием. В его составе имеются необходимые заготовительное, сварочное, механообрабатывающее, инструментальное, сборочное, деревообрабатывающее производство и транспортный цех. На заводе в рамках евростандартов оборудованы бытовые помещения. Функционируют три столовых, здравпункт и прачечная.